# Nicolás Schiappacasse
Nicolás Schiappacasse, vollständiger Name Nicolás Javier Schiappacasse Oliva, (* 12. Januar 1999 in Montevideo) ist ein uruguayischer Fußballspieler, der zurzeit bei der La Luz unter Vertrag steht. Seit Sommer 2023 spielt er auf Leihbasis für CA Belgrano.

## Karriere

### Verein
Der 1,80 Meter große Offensivakteur Schiappacasse lebte zunächst im Barrio Cordón und wuchs sodann in La Comercial auf. Seine schulische Ausbildung absolvierte er an der „Escuela 61 Konrad Adenauer“ und anschließend drei Jahre lang auf dem Gymnasium. Die ersten beiden Jahre der weiterführenden Schule verbrachte er auf dem „Liceo 8“, im letzten Jahr besuchte er das „Liceo 20“. Im Alter von vier Jahren begann er mit dem Fußballspielen im Baby fútbol bei Nueva Palmira. Anschließend spielte er bis zum elften Lebensjahr in Paso Molino bei Universal. Über kurze Etappen in der Jugendabteilung des Danubio FC und von Defensor Sporting gelangte er noch im elften Lebensjahr zu River Plate Montevideo.
Schiappacasse gehört seit der Clausura 2015 dem Kader des Erstligisten River Plate Montevideo an, in dessen Jugendmannschaften er mindestens seit 2014 spielte. Bei den Montevideanern debütierte er im Alter von 16 Jahren unter Trainer Guillermo Almada am 19. April 2015 beim 2:0-Heimsieg gegen Juventud in der Primera División, als er in der 77. Spielminute für Santiago García eingewechselt wurde. Bis Saisonende lief er in insgesamt sieben Erstligaspielen (ein Tor) auf. In der Spielzeit 2015/16 absolvierte er 17 Partien in der Primera Division und schoss drei Tore. Zudem kam er achtmal (kein Tor) in der Copa Libertadores 2016 zum Einsatz. Anfang 2017 sollte er mit Erreichen des 18. Lebensjahres zu Atlético Madrid wechseln, das die Transferrechte spätestens in der ersten Jahreshälfte 2015 erworben hatte. Bereits im Juli 2016 absolvierte er aber die Saisonvorbereitung in Reihen der Spanier. Sodann wurde Schiappacasse, der mittlerweile auch die italienische Staatsangehörigkeit besitzt, seitens der Madrilenen der UEFA für den Kader der anstehenden Champions-League-Saison gemeldet. In der Saison 2016/17 wurde er bei den Madrilenen fünfmal (ein Tor) in der UEFA Youth League eingesetzt und gehörte im März 2017 bei der Ligapartie gegen den FC Granada erstmals zum Spieltagskader bei den Profis.
Am 7. August 2018 wurde Schiappacasse an den Zweitligisten Rayo Majadahonda ausgeliehen. Es folgten zwei weitere Leihen zu Parma Calcio und dem FC Famalicão. Im Oktober 2020 wechselte er zur US Sassuolo Calcio. Dort kam er, vor seinem Wechsel zurück in das Heimatland, in zwei Spielzeiten auf einen Einsatz. Nach einer Saison bei Miramar Misiones wechselte er zu La Luz, die ihn für die aktuelle Spielzeit zu CA Belgrano verliehen.

### Nationalmannschaft
Schiappacasse feierte am 25. Juli 2013 beim 4:2-Sieg im Freundschaftsspiel gegen Peru sein Debüt in der von Alejandro Garay trainierten U-15-Nationalmannschafts Uruguays. Er nahm mit der Auswahl an der U-15-Südamerikameisterschaft 2013 in Bolivien teil. Insgesamt stehen elf Länderspiele in dieser Altersklasse für ihn zu Buche. Dabei erzielte er zwei Treffer. Seit 2014 gehört er unter Trainer Santiago Ostolaza der uruguayischen U-17-Auswahl an. In dieser debütierte er am 13. Mai jenes Jahres beim 3:0-Sieg im Freundschaftsspiel gegen Paraguay. Er war Mitglied des Aufgebots bei der U-17-Südamerikameisterschaft 2015 in Paraguay, bei der Uruguay den 5. Platz belegte. Im Laufe des Turniers kam er neunmal zum Einsatz und schoss ein Tor. Bisher (Stand: 5. Juni 2015) wurde er insgesamt 13-mal in der U-17 eingesetzt. Elf Länderspieltore weist die Statistik für ihn aus.